# Мунго (народ)
Мунго (Moungo) — этническая группа Республики Камерун. Наряду с другими прибрежными народами они принадлежат этническим группам Сава.
Исторически в Мунго властвовали люди дуала, и эти две группы имеют схожие культуры и истории происхождения.

## История и география
Есть несколько историй происхождения Мунго. Некоторые заявляют о той же истории, что и Дуала и Лимбе признают своим предком Мбеди. Из Пити-Дибамба (к северо-востоку от Дуалы) сыновья Мбеди Эвале и Дибонго мигрировали на юг к побережью Камеруна, в то время как другие прослеживают свою родословную в человеке по имени Локула, который мигрировал на восток недалеко от Эфика в современной Нигерии . Однако первая история кажется более вероятной, и нигерийская история, возможно, указывает на то, что более поздние поселенцы в какой-то момент вошли в страну Лимбе с территорий Эфик и ассимилировались.
К XVI веку дуала стали ведущими торговцами в Камеруне. Мунго поставляли товары и рабов в обмен на товары, полученные от европейцев, такие как алкоголь, порох, ружья, зеркала, обувь, ткани и инструменты.

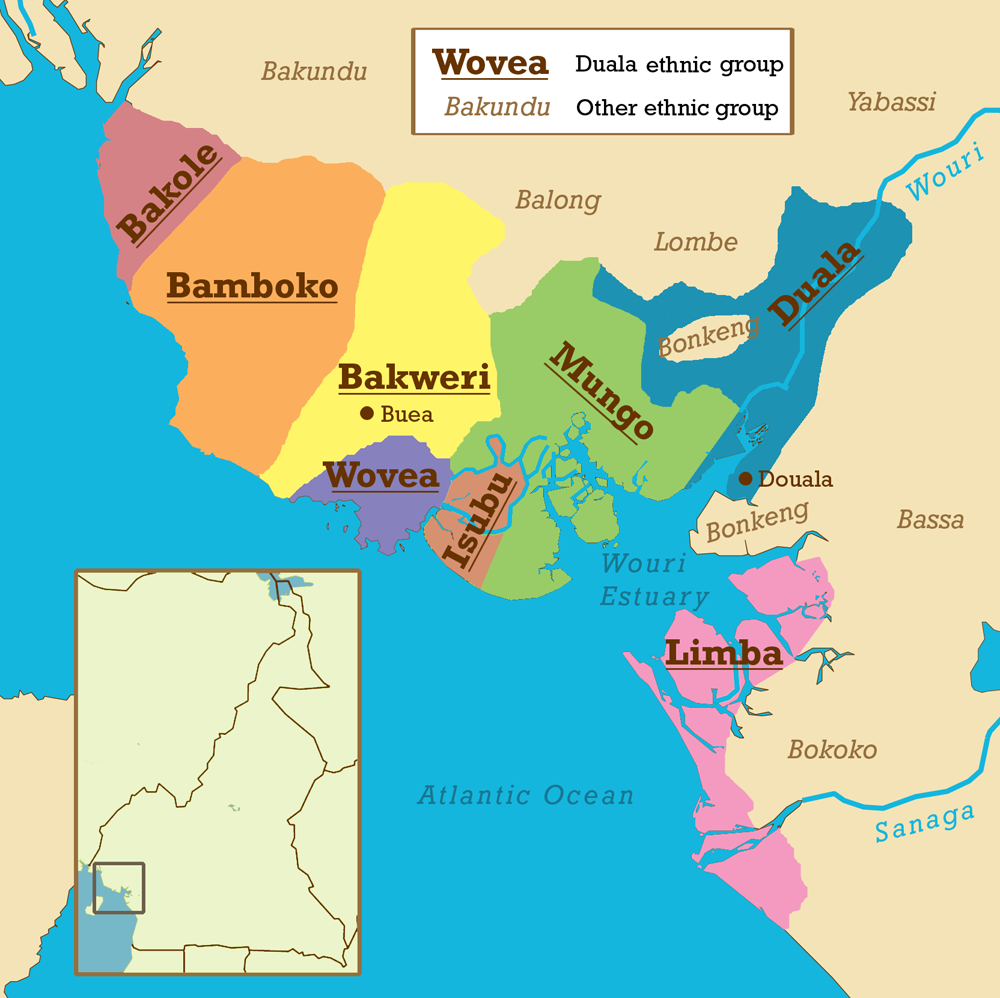
Карта, показывающая расположение различных этнических групп Дуала в Камеруне.

В 1918 году Германия проиграла Первую мировую войну, и её колониями стали мандатами Лиги Наций . Великобритания и Франция разделили управление Камерунами, разделив Камерунское побережье. Мунго разделились на две части.
Мунго живут вдоль нижнего течения реки Мунго. Их территория граничит с округом Мунго Прибрежной провинции и округом Фако в Юго-Западной провинции . Рыболовство является основным средством к существованию.

### Язык
Мунго говорят на диалекте дуала. Дуала является частью группы банту нигеро-конголезской языковой семьи.
Кроме того, люди, которые посещали школу или жили в городских центрах, обычно говорят на европейсих языках. Для прибрежного мунго это французский, для юго-западных мунго это камерунский пиджин-инглиш или английский, а для Мунго либо то, либо другое. Ныне пиджин — родной язык для многих англоговорящих.

### Искусство
Мунго регулярно посещают ежегодный фестиваль Нгондо, традиционный фестиваль народов Сава. Цель состоит в том, чтобы пообщаться с предками и попросить у них защиты. Празднества также включают вооруженные бои, конкурсы красоты, гонки на пирогах и традиционную борьбу.

## Классификация
По языку и происхождению, Мунго это банту. Они относятся к этнической группе сава, или прибрежные народы Камеруна.